# Hásteinsvöllur
O Hásteinsvöllur é um estádio de futebol da Islândia, localizado em Vestmannaeyjar, na Islândia.

## História
O estádio foi construído em 1912, aproveitando o terreno plano, na época o estádio não passava de um descampado sem marcações. Em 1960 o Hásteinsvöllur foi remodelado e passou ater o tamanho atual de gramado. Em 2012 o estádio foi expandido e o número de assentos foi aumentado (de 534 assentos foi para 983 assentos), o custo dessa reforma foi de 40 milhões de Coroas islandesas.

### Recorde de público
No dia 3 de Agosto de 2013, o ÍBV Vestmannaeyjar recebeu o FH Hafnarfjörður pelo Campeonato Islandês de Futebol, neste jogo o estádio recebeu 3.034 espectadores, porém para essa grande torcida, o ÍBV foi derrotado por 2–1.

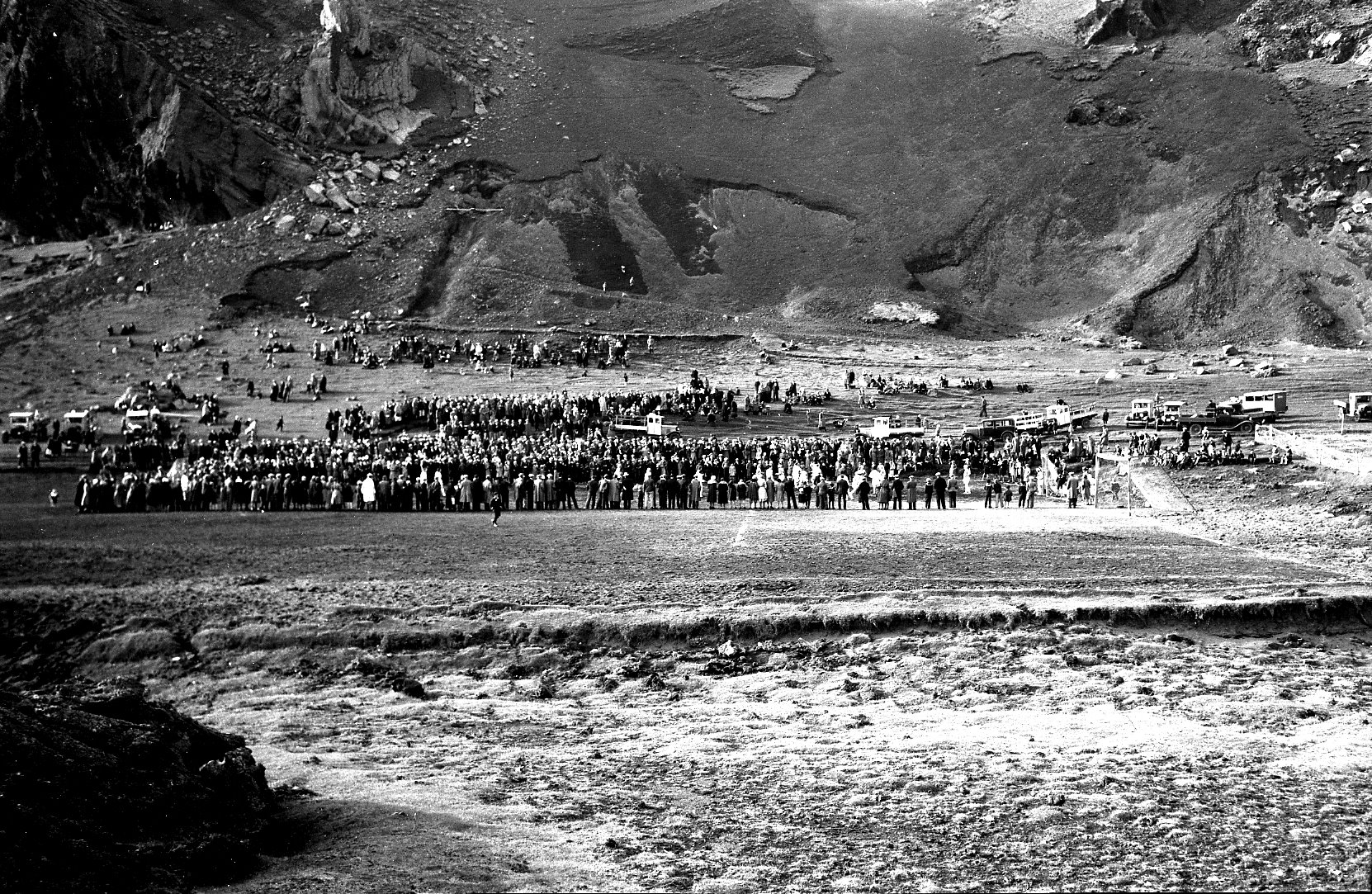
Hásteinsvöllur, cerca de 1920